# Verrallina iriomotensis
Verrallina iriomotensis is een muggensoort uit de familie van de steekmuggen (Culicidae). De wetenschappelijke naam van de soort is voor het eerst geldig gepubliceerd in 1973 door Tanaka & Mizusawa.